# Pitkäsaari (ö i Finland, Kajanaland, Kehys-Kainuu, lat 64,22, long 29,16)
Pitkäsaari är en ö i Finland. Den ligger i sjön Saari-Valkeinen och i kommunen Kuhmo i den ekonomiska regionen  Kehys-Kainuu  och landskapet Kajanaland, i den centrala delen av landet, 500 km nordost om huvudstaden Helsingfors. Öns area är 2,4 hektar och dess största längd är 420 meter i sydöst-nordvästlig riktning.